# Переможнянська сільська рада
| Переможнянська сільська рада — колишній орган місцевого самоврядування у Козятинському районі Вінницької області з адміністративним центром у с. Перемога. Сільській раді підпорядковані населені пункти: - с. Перемога - с. Немиринці |

## Склад ради
Рада складається з 12 депутатів та голови.

## Опис
Переможнянська сільська рада утворена у жовтні 1920 року.  До 1944 року назва населеного пункту - с. Вуйна. З 1944  по 1964 рік перейменовано с. Переможне.  З 1964 року по даний час - село Перемога.
Територія сільської ради займає  площу 3309,7 га. Присадибний земельний фонд жителів територіальної громади складає 272,70 га і нараховує 289 дворів в тому числі с. Перемога 213 дворів, с. Немиринці 76.
На території сільської ради функціонують два селянсько-фермерських господарства «ПН Поділля», «Руслана», фермерське  господарство «Араттія -Т», Переможнянська  СЗОШ  І-ІІ ст., два  будинки культури, бібліотека філіал, фельдшерсько- акушерський пункт с. Перемога, фельдшерський пункт с.Немиринці, відділення зв’язку, філія ощадбанку, магазин-бар в с. Перемога та магазин с. Немиринці Козятинського міського споживчого товариства, магазин ПП Вовк  В.С., магазин  ПП Ткачук Н.С.       
В населених пунктах сільської ради мешкає 718 чоловік, в тому числі в с. Немиринці 182 чол., в с. Перемога 534 чол. 
Дітей шкільного віку 68 чол., дошкільного віку 41 чол., багатодітних сімей - 4 , дітей інвалідів – 2 .
Інвалідів  ВВВ - 2  чол., прирівняні до цієї категорії- 3 чол., прирівняні до учасників БД ВВВ - 3 чол., учасників  ВВВ – 60 чол., вдів інвалідів ВВВ – 4.

## Керівний склад сільської ради
| ПІБ                     | Основні відомості                                             | Дата обрання | Дата звільнення |
| Мороз Іван Дмитрович    | 1962 року народження                                          | 2000         | 2015            |
| ----------------------- | ------------------------------------------------------------- | ------------ | --------------- |
| Поліщук Майя Миколайвна | 1979 року народження , безпартійна . Діючий сільський голова. | 2015         |                 |

Примітка: таблиця складена за даними джерела

## Персоналії
Лобжин Олександр Володимирович — лейтенант Збройних сил України. Загинув від вогнепального поранення під час боїв в районі Старобешеве — Дзеркальне Донецької області. Його іменем названа центральна вулиця села.